# Epalpodes albolineatus
Epalpodes albolineatus är en tvåvingeart som först beskrevs av Macquart 1855.  Epalpodes albolineatus ingår i släktet Epalpodes och familjen parasitflugor.
Artens utbredningsområde är Colombia. Inga underarter finns listade i Catalogue of Life.